# Aprosthema syrmiense
Aprosthema syrmiense is een vliesvleugelig insect uit de familie van de Argidae. De wetenschappelijke naam van de soort is voor het eerst geldig gepubliceerd in 1897 door Mocsary.